# Принятие решений пилотом
Принятие решений пилотом, также известное как принятие аэронавигационных решений (англ. aeronautical decision making, ADM), — систематический подход к последовательному определению наилучшего решения в ответ на заданный набор обстоятельств во время пилотирования воздушного судна. 

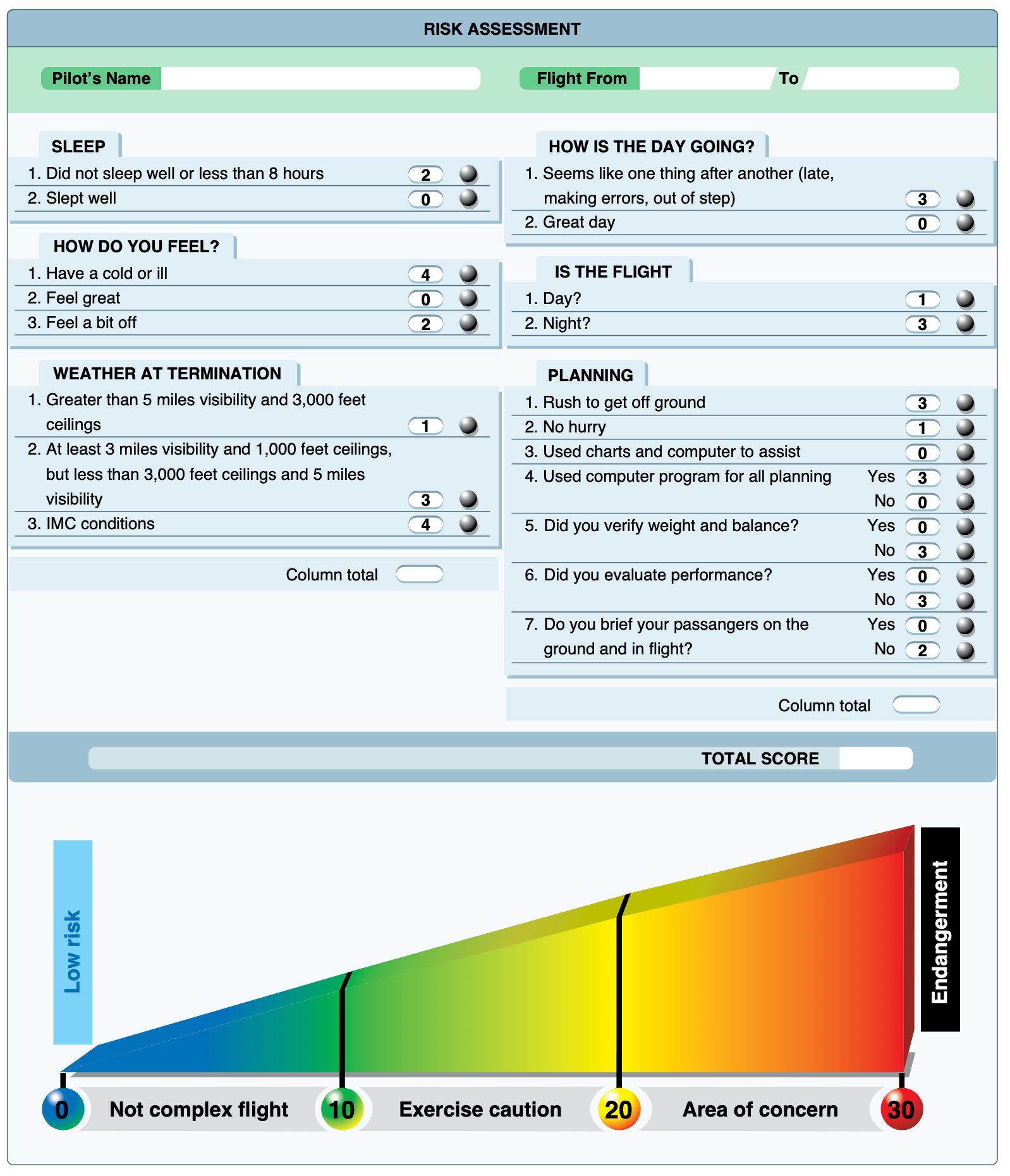
Контрольный чек-лист оценки рисков для пилота, оценивающий состояние здоровья, усталость, погоду и т. д.

Пилот принимает решения практически на каждом этапе полёта, учитывая погоду, воздушное пространство, условия аэропорта, расчетное время прибытия и т. д. Неверные решения, принятые под давлением авиакомпании, могут привести к опасным ситуациям, т. к. от 50 до 90 % авиационных происшествий являются результатом ошибки пилота.

## Примечание
1. ↑  Chapter 2: Aeronautical Decision-Making // Pilot's Handbook of Aeronautical Knowledge. — Federal Aviation Administration, 2016. Архивная копия от 20 июня 2023 на Wayback Machine
2. ↑  Aeronautical Decision-Making. CFI Notebook. Дата обращения: 25 февраля 2024.
3. ↑  Terry S. Bowman. Aeronautical Decision-Making and University Aviation Association Certified Flight InstructorsCertified Flight Instructors (англ.) // Journal of Aviation/Aerospace Education & Research. — 1994. — Spring (vol. 4, no. 3). — P. 10—16. — ISSN 1065-1136.
4. ↑  Schriver, Angela T.; Morrow, Daniel G.; Wickens, Christopher D.; Talleur, Donald A. (1 декабря 2008). Expertise Differences in Attentional Strategies Related to Pilot Decision Making. Human Factors: The Journal of the Human Factors and Ergonomics Society. 50 (6): 864–878. doi:10.1518/001872008X374974. ISSN 0018-7208. PMID 19292010. S2CID 6513349.
5. ↑  Ethical decision-making and the code of ethics of the Canadian Psychological Association. APA PsycNET. Дата обращения: 31 октября 2015.